# Kwararafa

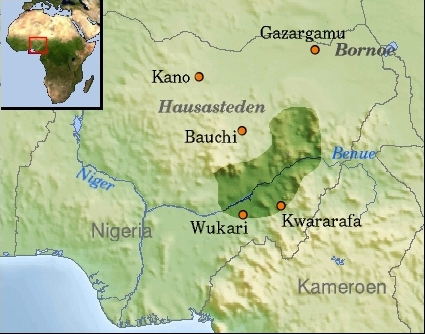
Kwararafa rond 1700

Kwararafa is de naam die door de Hausa werd gebruikt voor een volk en zijn rijk, dat in het oosten van het huidige Nigeria lag. Het was het rijk van het Jukunvolk, dat tegenwoordig nog langs de rivier de Benue woont. Het rijk nam van rond het jaar 1200 in de christelijke jaartelling, tot 1600, in belang toe, en bestond tot in de 18e eeuw.

## Geschiedenis
De Jukun hadden twee politieke machtscentra. Een halverwege de rivier de Benue en een in de vallei van de rivier de Gongola. Met de tijd werd de zuidelijke regio de overheersende in Kwararafa. Het rijk stopte de expansie van de Hausasteden rond 1400, en onderhield geruime tijd vreedzame betrekkingen met ze. Rond 1600 was de regionale invloed van het land het grootst. Het land was een belangrijke bedreiging voor het noordelijker gelegen Bornoe. Jukunleiders waren priesterkoningen, aan wier positie de religie een extra legitimiteit gaf. Tegen het eind van de 18e eeuw, raakte de hoofdstad Kwararafa in verval, waarna een nieuwe stad, Wukari werd gesticht. De koning van Wukari was in naam nog altijd heerser over alle Jukun. Het land werd uiteindelijk bezet door de Hausa, en later de Fula. Kwararafa stond bekend om zijn zoutmijnen.